# Villeneuve (Alpes-de-Haute-Provence)
Villeneuve ist eine französische Gemeinde mit 4.386 Einwohnern (Stand: 1. Januar 2022) im Département Alpes-de-Haute-Provence in der Region Provence-Alpes-Côte d’Azur. Sie gehört zum Arrondissement Forcalquier und ist Teil des Kanton Oraison. Die Einwohner werden Villeneuvois genannt.

## Geographie
Villeneuve liegt zwischen den Flüssen Durance, Lauzon und Largue. Das Gemeindegebiet ist Teil des Regionalen Naturparks Luberon und des Weinbaugebiets Coteaux de Pierrevert. Umgeben wird Villeneuve von den Nachbargemeinden Niozelles im Norden, La Brillanne im Nordosten, Oraison im Osten und Nordosten, Valensole im Südosten, Volx im Süden und Südwesten, Saint-Maime im Westen sowie Forcalquier im Nordwesten.
Durch die Gemeinde führen die Autoroute A51 und die frühere Route nationale 96 (heutige D4096).

## Bevölkerungsentwicklung
| 1962 | 1968 | 1975 | 1982 | 1990 | 1999 | 2006 | 2012 | 2018 |
| ---- | ---- | ---- | ---- | ---- | ---- | ---- | ---- | ---- |
| 639  | 861  | 1144 | 1730 | 2516 | 2964 | 3413 | 3713 | 4259 |

## Sehenswürdigkeiten
- Kirche Saint-Saturnin, im romanischen Stil erbaut, seit 1926 Monument historique[1]
- Kapelle Notre-Dame de la Roche, an einer im 15. Jahrhundert verlassenen Burganlage nahe der Durance gelegen, Apsis aus dem 11./12. Jahrhundert
- Burgruine aus dem 11. Jahrhundert (genannt Roche-Amère)
- Pont du Pâtre, schmale Maultierbrücke

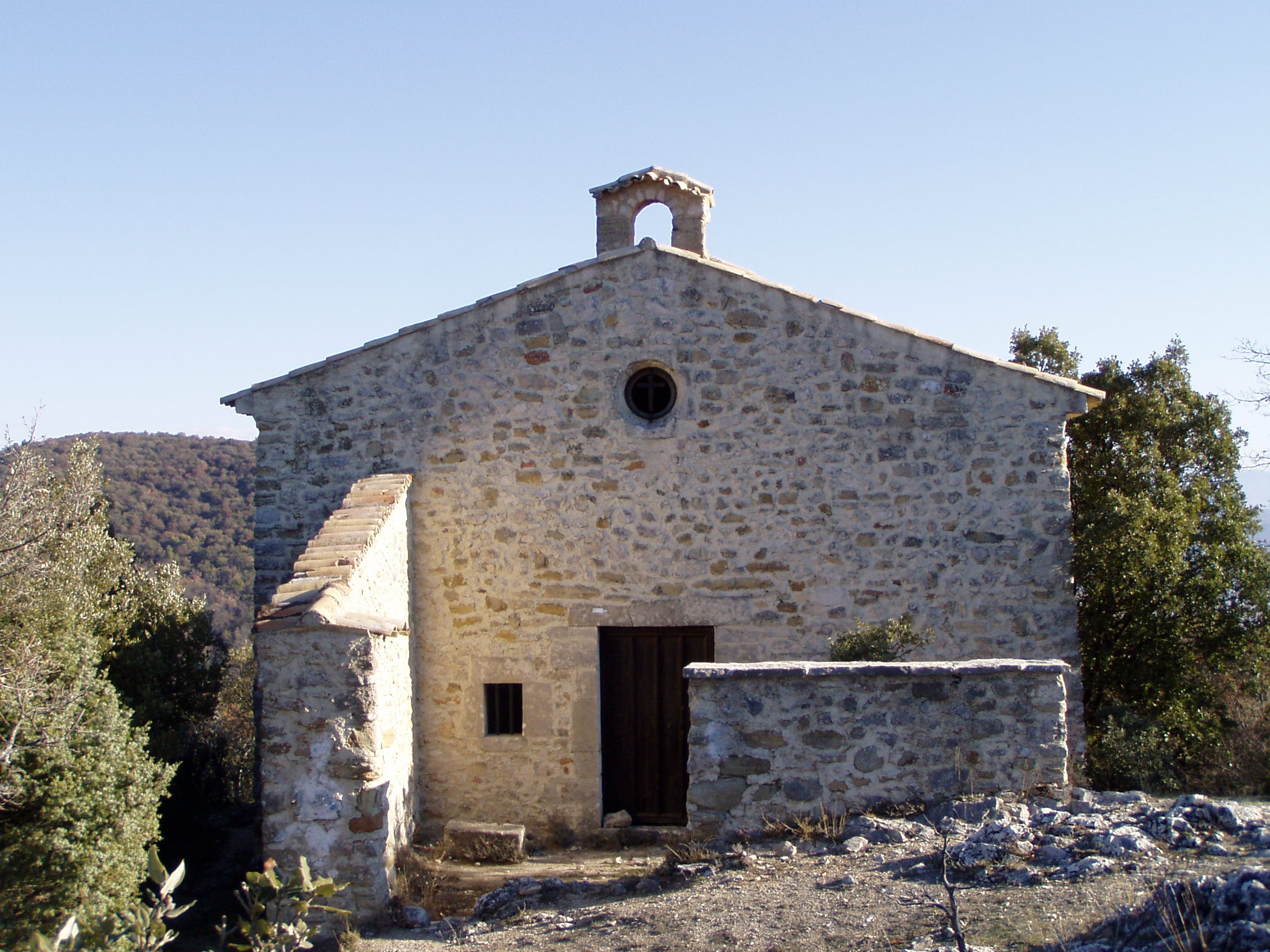
Kapelle Notre-Dame de la Roche